# 武聡志
武 聡志（たけ さとし、1979年5月9日 - ）は、日本のWEB系クリエイティブ・ディレクター、アートディレクター、サービスデザイナー。
ランドスケープ・デザインの概念を、既に現実世界に留まらず、デジタルネットワークでのWebやソーシャルネットワークの世界でも機能し、それらを共生型デジタルプラットフォームとして設計することを”Digital Landscape Design”として提唱。

## 来歴
1999年、デザインを始め、青山学院大学に通いながらフリーランスとしての活動をスタート。WEB制作を中心にデザイン活動を開始。
2006年、米国法人78design inc.を設立。代表取締役に就任。2020年、日本法人Landscape Co.を設立。代表取締役に就任。
2005年、ロフトワークとNECの共同デザインプロジェクト、NTTドコモ FOMA N700iの着せ替えパネルN+10Creator'sプロジェクトにて1000案の公募から10名のクリエイターに選抜。米カーネギーメロン大学計算機科学部に所属する大越匡氏を発起人として設立された分散型SNS開発プロジェクトaffelio プロジェクトにてUIデザインを担当。
2008年、SoftBank Mobileより発表された、日本初のiPhone 3Gのサイトデザインを担当。
2010年、旭化成ホームズヘーベルハウスオフィシャルサイトのアートディレクション兼デザインを担当。
2016年、TEDxTokyoコアパートナーに就任。教育活動家Patrick NewellらとBMW Group Tokyo Bayにて、TEDxTokyo2016 "Today Decides Tomorrow"を開催。
2017年、教育活動家Patrick Newell・バイオミメティックスデザイナーの亀井潤らと共にシンギュラリティ・ユニバーシティJapan Summitを開催。WEBマスター兼APP責任者に従事。
2018年、一条工務店オフィシャルサイトのアートディレクション兼デザインを担当。
2019年12月21日、宮崎県えびの市、村岡隆明市長より、駐日サンマリノ共和国特命全権大使のマンリオ・カデロと共に「九州きりしま えびの特別環境大使」として委嘱された水族表現家二木あいのチームarcheに参加。観光庁の公募事業、G20観光大臣会合WEBサイト事業に採択され、プロジェクトマネージャー兼クリエイティブディレクターとして従事。

## 出演
- デイリーポータルZ「いきなり！シンギュラリティ（デイリーポータルZ、2017年10月10日[6]）
- 渋谷のラジオ　「渋谷のミライ」（渋谷ラジオ、2018年10月24日[7]）
- MOV CHANNEL「モヴ百景」（Creative Lounge MOV、2018年11月27日[8]）
- 「Agora」働き方改革インタビュー（日本航空ファーストクラス機内誌「Agora」、2019年6月号[9]）